# 美尾擬花鮨
美尾擬花鮨，又稱美尾擬花鱸，為輻鰭魚綱鱸形目鱸亞目鮨科的其中一種，分布於中西太平洋的帛琉海域，棲息深度53-56公尺，體長可達10公分，生活在深水礁坡，為底棲性魚類，成小群活動，由一隻雄魚帶領數尾雌魚，屬肉食性，生活習性不明。

## 擴展閱讀
維基物種上的相關：美尾擬花鮨